# Siebold-Museum

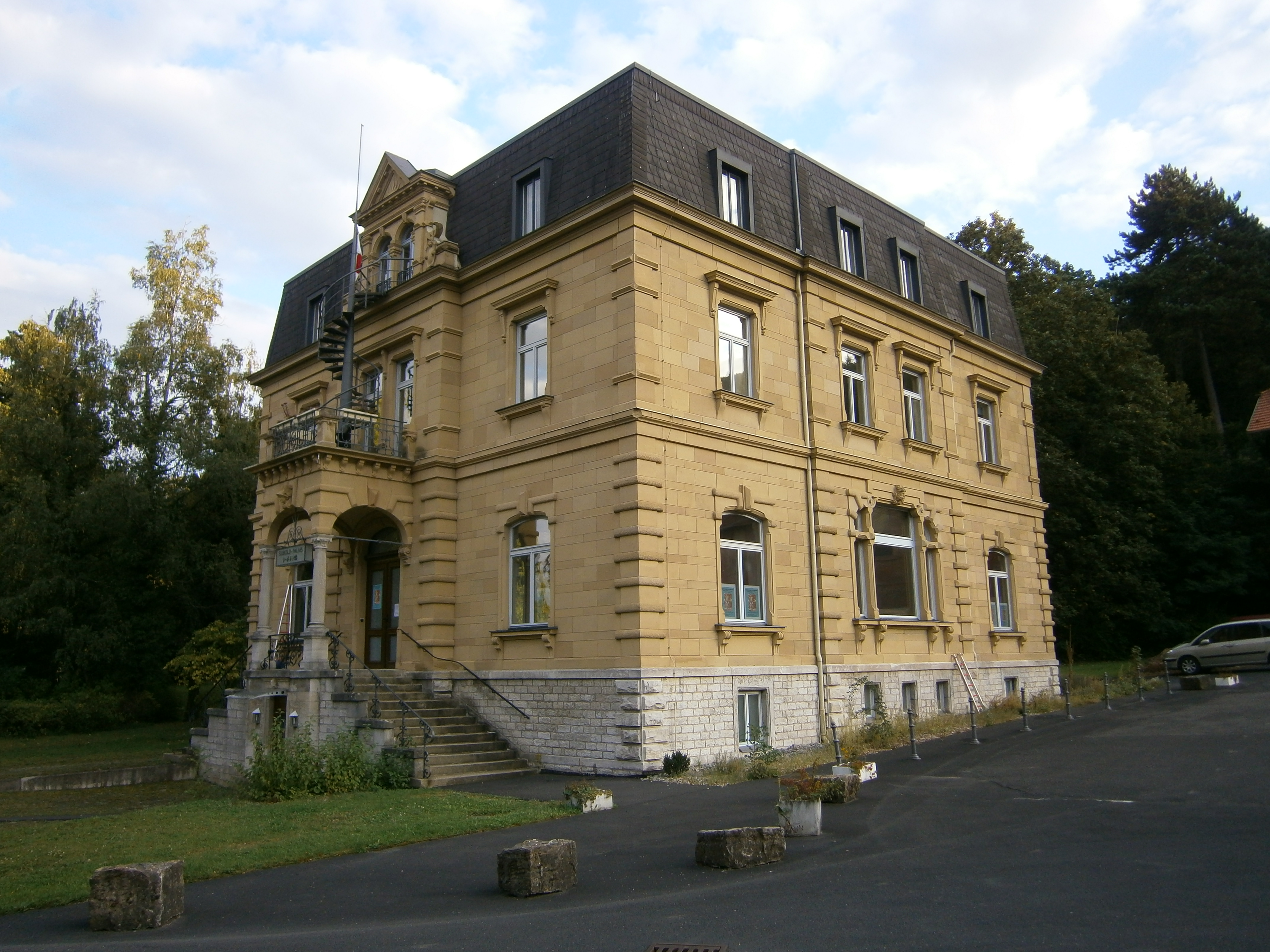
Siebold-Museum, 2011

Das Siebold-Museum (japanisch シーボルト·博物館) ist ein Museum in Würzburg, das dem Arzt, Japan- und Naturforscher, Ethnologen, Botaniker und Sammler Philipp Franz von Siebold gewidmet ist.

## Geschichte
Das Siebold-Museum ist im Stadtteil Zellerau in der Frankfurter Straße 87 in der ehemaligen Direktorenvilla des Würzburger Bürgerbräus aus der Gründerzeit untergebracht und wurde am 3. Juli 1995 durch die Siebold-Gesellschaft eröffnet. Unterstützt wurde sie dabei von der Stadt Würzburg sowie von Sponsoren aus Deutschland und Japan.
Die Villa ist Teil des denkmalgeschützten Komplexes „Würzburger Bürgerbräu“. Der Komplex ist in der bayerischen Baudenkmalliste unter der Denkmalnummer D-6-63-000-136 aufgeführt. Neben zwei Museumsgeschossen bietet das Gebäude auch Räumlichkeiten zur Ausrichtung verschiedener Veranstaltungen wie Konzerte, Symposien, Versammlungen und anderer Festlichkeiten. Im Mai 2001 wurde ein original japanisches Teezimmer im Gebäude eröffnet.
Mit dem Sieboldhuis in Leiden und dem Siebold kinenkan (englisch Siebold Memorial Museum) in Nagasaki besteht eine langjährige Partnerschaft. Seit dem 1. November 2004 besteht daneben eine Museumspartnerschaft mit dem Mogami-Tokunai Memorial Museum in Murayama. Das Museum erinnert an den Forscher Mogami Tokunai, den Siebold in Edo kennen und schätzen gelernt hatte.

## Bibliothek
Die Japan-Bibliothek des Siebold-Museums befindet sich noch im Aufbau und umfasst ca. 18 000 Bände bestehend aus Büchern, Zeitschriften, Aufsätzen verfasst in deutscher, englischer, französischer und japanischer Sprache. Ziel ist es, diese Bestände der Forschung zugänglich zu machen und damit einen Ersatz für die durch die Verlagerung der Japanologie der Universität Würzburg nach Erlangen entstandene Lücke zu bieten.

## Ausstellung
Die Dauerausstellung zeigt Exponate zum Leben und Wirken der Würzburger Ärzte und Gelehrtenfamilie Siebold, darunter einen Teil der von Carl Caspar von Siebold für das Juliusspital angelegten Sammlung chirurgischer Instrumente des Würzburger Instituts für Geschichte der Medizin, sowie Objekte aus dem deutschen und japanischen Lebensabschnitt von Philipp Franz von Siebold. Außerdem werden regelmäßig Sonder- und Wechselausstellungen präsentiert.

## Sonder- und Wechselausstellungen
- Auf den Spuren Siebolds in Würzburg und Japan (3. Juli 1995 – 2. Oktober 1995)
- Leben im Kimono 1868–1968 (11. November 1995 – 14. Januar 1996)
- Philipp Franz von Siebold, seine Familie – seine Zeit (17. Februar 1996 – 20. März 1996)
- Handel und Handwerk im alten Japan (17. August 1996 – 22. September 1996)
- Alexander von Siebold 1846–1911. Diplomat in japanischen Diensten (6. Oktober 1996 – 24. November 1996)
- Hiroshima – Nagasaki. Für eine friedliche Welt ohne Atomwaffen (15. Februar 1997 – 20. März 1997)
- Flora Japonica (2. August 1997 – 7. September 1997)
- Das alte Japan – Spuren und Objekte der Siebold-Reisen (27. März 1999 – 27. Juni 1999)
- Otto Gottlieb Mohnike und die erfolgreiche landesweite Pockenschutzimpfung in Japan 1849 (18. März 2000 – 30. Juni 2000)
- Japanische Schwerter und Zierat (16. Februar 2001 – 1. Mai 2001)
- Academia Sieboldiana – Eine Würzburger Familie schreibt Medizingeschichte (21. November 2002 – 21. April 2003)
- Weltkulturerbe in Japan (4. Dezember 2003 – 18. April 2004)
- Hiroshima-Nagasaki 1945–2005. Für eine friedliche Welt ohne Atomwaffen (26. Juli 2008 – 10. August 2008)
- Textiles aus Japan – Eine Reise durch die prächtige japanische Webe- und Färbewelt (18. Oktober 2009 – 18. April 2010)
- Japans Philosophie der Wissenschaft zu Zeiten Philipp Franz von Siebolds (3. Juli 2010 – 26. September 2010)
- 1000 Jahre Genji Monogatari. Die Geschichte vom Prinzen Genji (10. Oktober 2010 – 20. Februar 2011)
- Siebolds Blumengarten (19. März 2011 – 1. Mai 2011)
- Philipp Franz von Siebold Jugend in Würzburg 1796–1822 (7. Oktober 2012 – 17. Februar 2013)
- Nô-Masken – Mystische Symbole Japans (20. Juli 2013 – 20. Oktober 2013)
- Japans Rolle zu Beginn des 1. Weltkriegs (1. August 2014 – 26. Oktober 2014)
- Schrift-Sprache-Zeichen (11. Februar 2017 – 31. März 2017)
- Berühmte Stätten Japans: Engelbert Kaempfers Album mit Bildern japanischer Tempel und Gebäude (3. Juni 2017 – 27. August 2017)
- Ein Paradies der Kinder – Der westliche Blick auf Kindheit in Japan um 1900 (3. September 2017 – 26. November 2017)
- Von der Kraft des Feuers und der Macht der Form – Japanische Keramik von Jan Kollwitz (9. Dezember 2017 – 27. August 2017)
- Natürlich Japan – Harmonie und Umwelt (12. April 2018 – 7. Oktober 2018)
- Familienschätze der Samurai – Porzellan und Objekte der Sammlung Setsuko Watanabe-Bäume und Dieter Bäume (9. Dezember 2018 – 10. März 2019)
- Lebendige Handwerkstradition Japans – Theatermasken und Textilkunst (8. Juni 2019 – 28. Juli 2019)
- Siebold-Museum Jubiläumsausstellung: Aus der Tiefe des Depots – Auktionsfunde, Dauerleihgaben, Schenkungen (3. Juli 2020 – 17. Januar 2021)
- Never Forget Tohoku 2011 (12. März 2021 – 16. Mai 2021)
- Philipp Franz von Siebolds 'Flora Japonica' – gestern und heute (24. Mai 2021 – 15. August 2021)
- Die Bombe: Hiroshima, 6. August 1945 – Nagasaki, 9. August 1945 (1. Oktober 2021 – 28. November 2021)
- Ob Alltag oder Festlichkeit Kimono passt zu jeder Zeit (16. April 2022 – 6. Juni 2022)
- Kawanabe Kyôsai – japanischer Künstler zwischen den Zeiten 1831-1889 (4. Dezember 2022 – 4. März 2023)
- 200 Jahre Ankunft Philipp Franz von Siebolds in Japan (3. Oktober 2023 – 3. März 2024)
- Fuji – Heiliger Ort und Quelle künstlerischer Inspiration (17. März 2024 – 20. Mai 2024)
- Mit Rikscha und Kamera – Japan in Photographien des 19. Jahrhunderts (25. Mai 2024 – 21. Juli 2024)
- Mini Atomic Bomb Exhibit (21. Juli 2024 – 15. August 2024)
- Kulinarisches, Kunst und Kultur – Die Welt des Ryôtei in japanischen Farbholzschnitten (1. Oktober 2024 – 2. Februar 2025)